# Pravi vilini konjici
Pravi vilini konjici su insekti koji pripadaju redu Odonata, podred Anisoptera (od grčkih reči ἄνισος anisos, „nejednak” i πτερόν pteron, „krilo”, jer su njihova zadnja krila šira od njihovih prednjih krila). Odrasle viline konjice karakterišu velike, kompozitne oči, dva para jakih, prozirnih krila, ponekad sa obojenim mrljama i izduženo telo. Vilini konjici slično izgledaju za srodnom grupom Zygoptera, čiji pripadnici imaju slične strukture, iako su obično lakše građeni. Krila većine vilinih konjica drže se ravno i udaljena su od tela, dok su kod Zigoptera krila sklopljena u mirovanju, duž ili iznad trbuha. Vileni konjici su okretni letači, dok Zigoptera imaju slabiji, lepršav let. Mnoge vrste vilinih konjica imaju brilijantne prelazeće ili metalične boje koje stvaraju strukturna obojenja, što ih čini uočljivim u letu. Kompozitne oči odraslog vilinog konjica imaju skoro 24.000 ommatidija svako.

## Literatura
- Berger, Cynthia (2004). Dragonflies. Stackpole Books. ISBN 978-0-8117-2971-0.
- Corbet, Phillip S. (1999). Dragonflies: Behavior and Ecology of Odonata. Ithaca, NY: Cornell University Press. стр. 559—561. ISBN 978-0-8014-2592-9.
- Dijkstra, Klaas-Douwe B. (2006). Field Guide to the Dragonflies of Britain and Europe. British Wildlife Publishing. ISBN 978-0-9531399-4-1.
- Meister, Cari (2001). Dragonflies. ABDO. стр. 16. ISBN 978-1-57765-461-2.
- Powell, Dan (1999). A Guide to the Dragonflies of Great Britain. Arlequin Press. ISBN 978-1-900-15901-2.
- Trueman, John W. H.; Rowe, Richard J. (2009). „Odonata”. Tree of Life. Архивирано из оригинала 21. 11. 2010. г. Приступљено 25. 2. 2015.